# Bricklieve Mountains
Bricklieve Mountains är en bergskedja i republiken Irland. Den ligger i grevskapet Sligo och provinsen Connacht, i den norra delen av landet.
Bricklieve Mountains sträcker sig 8,1 km i sydostlig-nordvästlig riktning. Den högsta toppen är Keishcorran, 362 meter över havet.